# 1,1,1-Tricloroetano
1,1,1-Tricloroetano é um haloalcano. Este líquido incolor e de aroma doce foi produzido industrialmente em grandes quantidades para ser usado como solvente.